# トリンドル瑠奈
トリンドル 瑠奈（トリンドル るな、Triendl Luna、1994年3月10日 - ）は、日本の女性ファッションモデル、タレント。
東京都出身、上智大学法学部卒業。プラチナムプロダクション所属。モデル、タレントのトリンドル玲奈は実姉。

## 経歴
オーストリアのウィーンにてオーストリア人（ドイツ系）の父と日本人の母との間に生まれる。上智大学法学部卒業。
2020年10月24日、プラチナムプロダクションに所属。姉のトリンドル玲奈も2024年まで同事務所に所属していた。

## 出演

### テレビドラマ
- 君と世界が終わる日に 入門編 完全新作SP（2023年3月19日、日本テレビ） - ローズ 役[6][7]

### テレビ番組
- 有田プレビュールーム（2020年8月3日、TBS）
- 教えてもらう前と後（2020年8月18日、TBS）
- プレバト!!（2020年9月10日、TBS）
- サンデージャポン（2020年9月13日、TBS）
- ニンゲン観察バラエティ モニタリング（2020年10月15日・22日、TBS）
- 有頂天マイク（2020年10月18日、日本テレビ）
- YES/NOで謎をとけ!思い込み脱出ミステリー（2020年12月13日、ABCテレビ）
- 踊る!さんま御殿!!（2020年12月29日、日本テレビ）
- スイモクチャンネル（2021年1月14日、BS-TBS）
- ダウンタウンDX（2021年2月11日、日本テレビ）
- おしゃれイズム（2021年3月7日、日本テレビ）
- 恋する36時間（2021年3月13日、日本テレビ）

### 舞台
- 後鳥羽伝説殺人事件（2024年5月4日 - 7日、渋谷区文化総合センター大和田 伝承ホール） - 正法寺美也子 役[8][9]